# Calidad (ajedrez)
La calidad en ajedrez es el término utilizado para referirse a la diferencia entre una torre y una pieza menor.
La ganancia de calidad se refiere a una situación en que un jugador pierde una pieza menor, ya sea ésta un alfil o un caballo, pero captura una torre del contrario. El jugador que captura la torre se dice que ha "ganado la calidad" y el otro que "ha perdido la calidad".
Generalmente es perjudicial perder la calidad, aunque en algunas ocasiones se pueden encontrar razones para realizarlo intencionadamente, el resultado es un sacrificio de calidad.

## El sacrificio de calidad
|       |       |       |       |       |       |       |       |    |  |
|       | a8    | b8    | c8    | d8 rd | e8 qd | f8    | g8 kd | h8 |  |
| a7    | b7    | c7    | d7    | e7    | f7 pd | g7 pd | h7 pd |    |  |
| a6    | b6    | c6 nd | d6    | e6 rd | f6    | g6 bd | h6    |    |  |
| a5 pd | b5 pd | c5    | d5    | e5 pl | f5    | g5    | h5    |    |  |
| a4    | b4    | c4 pd | d4 pl | e4    | f4 ql | g4 bl | h4    |    |  |
| a3 pl | b3    | c3 pl | d3    | e3 rl | f3    | g3    | h3    |    |  |
| a2    | b2 bl | c2    | d2    | e2    | f2    | g2 pl | h2 pl |    |  |
| a1    | b1    | c1    | d1 ql | e1 rl | f1    | g1 kl | h1    |    |  |
|       |       |       |       |       |       |       |       |    |  |

Un sacrificio de calidad ocurre cuando un jugador entrega una torre por una pieza menor. A menudo es utilizado para destruir la estructura de peones enemiga, (como en algunas variantes de la Defensa Siciliana en la que el negro juega TxCc3), para establecer una pieza menor en una casilla fuerte (a menudo amenazando el rey enemigo), para mejorar su estructura de peones (creando, por ejemplo, peones pasados conectados) o para ganar tiempo para el desarrollo.
Tigran Petrosian, el campeón del mundo entre 1963-1969, era un buen conocedor de esta técnica y la utilizó creativamente a lo largo de su carrera. Una vez le preguntaron cuál era su pieza favorita y respondió (medio en broma): "La torre, porque la puedo sacrificar por piezas menores!".[cita requerida]
En la partida Reshevsky-Petrosian, Zúrich 1953, sacrificó una calidad en el movimiento 25, sólo para que su oponente la devolviera en el movimiento 30 (la partida acabó en tablas); esta partida es la más famosa y el ejemplo más frecuentemente mostrado para explicar los sacrificios de calidad.

## Minicalidad
La minicalidad se refiere a la captura del alfil del oponente a cambio de un caballo. El término se utiliza pocas veces (quizás por la cercanía de valor encontrada entre estas piezas). También se puede referir a la captura de dos piezas menores contrarias a cambio de una torre.
En muchas posiciones de ajedrez, un alfil es ligeramente superior a un caballo por su movilidad. Según progresa una partida de ajedrez, los peones tienden a ser cambiados, eliminando puntos de soporte para los caballos y abriendo líneas para los alfiles. Esto generalmente conduce a que la ventaja del alfil aumente a lo largo de la partida.
Hay algunas ocasiones en que un caballo puede valer más que un alfil, de tal manera que este cambio no se tenga que hacer necesariamente en cada oportunidad que se dé.